# Tolbiac's Toads
Tolbiac's Toads est un groupe d'oi! et punk rock français, originaire de Paris. Tolbiac's Toads est un groupe nationaliste émergeant de la bande skinhead de Tolbiac, formé en mai 1982, et dissous en 1994. Ils jouent une oi! très rapide, souvent teintée de rock 'n' roll. Le groupe est l'un des groupes phares de la scène oi! française.

## Biographie
Le groupe est formé en mai 1982, à Paris (Paris 13e).
Le nom du groupe, Tolbiac's Toads (qui signifie en français « Crapauds de Tolbiac »), vient du surnom donné par les habitants de Tolbiac d'où sont originaires les membres du groupe car le quartier fut construit sur des marais où se trouvaient de nombreux crapauds, et les skinheads locaux portaient quasiment tous un bomber de couleur verte, comme la peau des crapauds. Les Tolbiac's Toads sont les ennemis des Red Warriors mais traînent volontiers avec les Bérurier Noir ou les Trotskids. 
Le groupe est composé à l'origine par Pascal à la batterie, Bruno à la voix, Revel à la basse et Eric (futur chanteur des Garçons Bouchers et de Kolditz) à la guitare, remplacé en 1983 par Vincent puis Renald en 1984.
Le groupe sort en juin 1983 son premier 45 tours quatre titres, intitulé Zéra. Lors d'un entretien cette même année en avril, le groupe explique « On est pas des fascistes, on est des nationalistes, il faut pas confondre. » Le positionnement politique des Tolbiac, même s'il est clairement affiché à l'extrême-droite, ne transparaît que dans de rares textes du groupe. 
Après douze ans d'existence ponctués de concerts assez mouvementés et de travail en studio (dont une collaboration avec William Sheller), le groupe se sépare en 1994. Le chanteur Bruno se suicide en décembre 2000.

## Discographie
- 1983 : Zéra (EP ; Crânes rasés)
- 1984 : Split EP avec Snix (auto-production)
- 1985 : 77KK (compilation ; 77KK Records)
- 1987 : 77 Records présente (compilation ; 77 Records)
- 1987 : Participation au LP Univers de William Sheller, Philips
- 1992 : SP 1 side Manif (bootleg ; deux pochettes)
- 1994 : 1983-1987 (Rebelles Européens)
- 1994 : Et ils passaient, Attentat (EP ; auto-production)
- 1995 : Zéra Impact (EP ; bootleg)